# Charles-Nicolas-Sigisbert Sonnini de Manoncourt

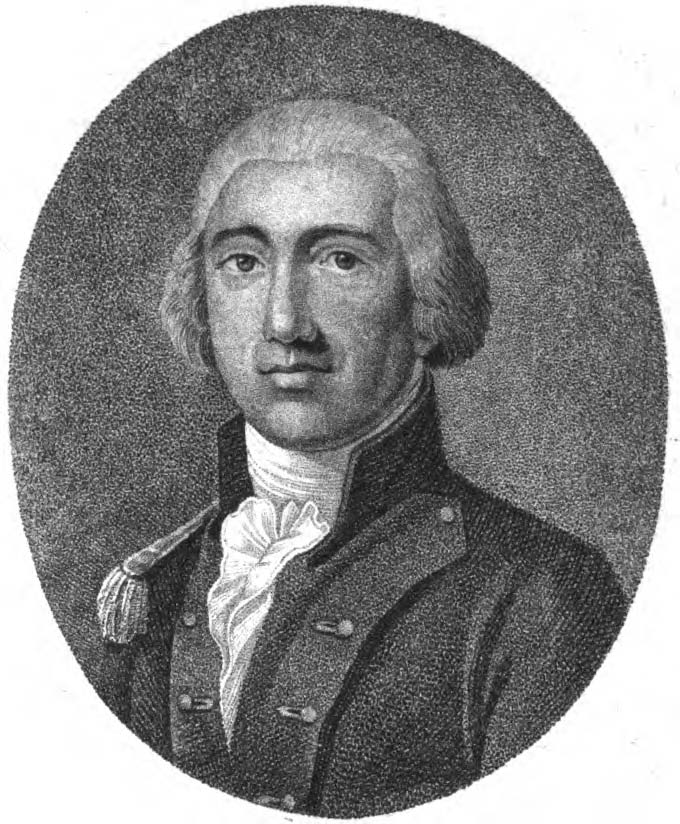
Charles-Nicolas-Sigisbert Sonnini de Manoncourt

Charles-Nicolas-Sigisbert Sonnini de Manoncourt (Lunéville, 1 de fevereiro de 1751 — Paris, 9 de maio de 1812) foi um naturalista francês.